# Lispe ponti
Lispe ponti är en tvåvingeart som beskrevs av Hardy 1981. Lispe ponti ingår i släktet Lispe och familjen husflugor. Inga underarter finns listade i Catalogue of Life.